# Аминофф, Берндт Адольф
Берндт Адольф Карл Грегори Аминофф (28 октября 1809, Сюндео — 16 января 1875, Гельсингфорс) — финский полковник Русской императорской армии, адъютант Выборгского губернатора и депутат сейма.

## Семья
Берндт Адольф Карл Грегори Аминофф был сыном подполковника, командира батальона Берндта Йонаса Аминоффа и Ульрики Маргареты Аминофф. Его дедом был генерал-майор, командир Савонского полка Адольф Аминофф. Аминофф женился на Иде Матильде Авеллан (родилась 24 октября 1817 года в Турку) 13 июня 1841 года. Ида была дочерью профессора истории, ректора Абоской академии Йохана Хенрика Авеллана и Кристины Элеоноры Альмквист. В семье было десять детей. Самые известные из них были архитектор Берндт Ивар Аминофф и генерал-майор Адольф Петтер Йоханнес Аминофф.

## Карьера офицера
Аминофф окончил Финляндский кадетский корпус в Фридрихсгаме в 1824 году. Поступил на службу в 3-й Финляндский егерский полк в 1823 году, позже служил в резервном батальоне (швед. 1. koloniserade sappörbataljon). Получил чин прапорщика в 1830 году, подпоручика в 1834 году, поручика в 1838 году, старшего адъютанта в 1840 году, капитана в 1846 году, подполковника в 1851 году и полковника в 1854 году. Аминофф служил с 1834 года в 3-м стрелковом Финском лейб-гвардии батальоне. В качестве адъютанта выборгского губернатора Александра Петровича Теслева в 1855 году принимал участие в обороне Выборгской крепости от англо-французского флота в ходе Крымской войны. Среди выборжцев пользовался репутацией вежливого и добродушного человека. Кроме того, он служил постоянным представителем в финляндском военном суде с 1857 по 1875 год.

## Членство в совете Рыцарского дома и представительство в сейме
Был членом совета рыцарского дома Финляндии с 1855 по 1860 год. Во время его пребывания в должности началось строительство здания Рыцарского дома в Хельсинки. Аминофф курировал строительный проект совместно с сенатором К. Г. Котеном. Рыцарский дом был завершен в 1862 году, и на следующий год в нём открылось собрание Финляндского сословного сейма. Аминофф участвовал в заседаниях сейма Великого княжества Финляндского как представитель дворянского сословия в 1867 и 1872 годах.

## Награды
Аминофф получил крест ордена Святой Анны третьей степени от российского императора Николая I в 1846 году. Он также получил крест ордена Святого Станислава второй степени в 1857 году, крест ордена Святой Анны второй степени в 1865 году и крест ордена Святого Владимира четвертой степени в 1865 году от императора Александра II.